# Dominoteorien
Dominoteorien er en amerikansk geopolitisk teori fra sidste halvdel af 1900-tallet. Den gik ud på, at hvis et land kom under kommunistisk styre, og USA ikke greb ind, ville nabolandene følge efter. Først og fremmest blev denne teori brugt i Sydøstasien, hvor USA gik ind i Vietnamkrigen, netop for at nabolandene ikke skulle blive kommunistiske og dermed give kommunistblokken en geopolitisk fordel. Dominoteorien er også blevet brugt mod Cuba og Nicaragua.

## Baggrund
Den amerikanske præsident Dwight David Eisenhower brugte første gang navnet dominoteorien d. 7. april 1954 ved en pressekonference
.
Denne doktrin kom til at styre USA`s Vietnampolitik under fem præsidenter. Ligeledes var den amerikanske udenrigspolitik præget af dominoteorien under den kolde krig. 
Dominoteorien udsagde at; det potentielle tab af Indokina i forbindelse med Vietnam-krigen – (men principielt – enhver nation) ville medføre, at hele Sydøstasien blev kommunistisk og faldt som dominobrikker over til den røde blok (primært Kina). Kommunismen ville blive stimuleret og de demokratiske kræfter i området ville demoraliseres. Udenlandsk kapital ville forsvinde og dermed ville landene (primært: Vietnam, Laos, Cambodja og Korea) få økonomiske vanskeligheder, og som følge heraf ville kommunisterne kunne overtage magten. USA havde af ideologiske og sikkerhedsmæssige årsager interesse i at modgå kommunismen og forhindre en sådan udvikling. USA havde interesse i Europa – som atlanterhavsmagt og i Asien som stillehavsmagt. Kommunistisk sejr i Asien ville forrykke magtbalancen, og USA kunne risikere isolation i en kommunistisk verden, presset af Sovjetunionen i vest og Kina i øst. Kommunismen opfattedes i denne forbindelse primært som en geopolitisk og militær trussel. USA regnede med, at Kina ville dominere og underlægge sig hele Sydøstasien. I USA`s optik undertrykte kommunisterne demokratiet, den personlige frihed og retssikkerheden, og med pagter som SEATO var USA forpligtet til at forsvare venskabeligt indstillede stater imod kommunistisk aggression. For at forhindre kommunismens udbredelse anvendtes to tæt knyttede midler; økonomisk og militær støtte. Økonomisk hjælp til at stabilisere samfundet imod samfunds omvæltninger, og militær hjælp til at forsvare landets suverænitet imod kommunistisk aggression udefra, samt undertrykkelse af eventuelle indenlandske revolutionære kræfter. 